# Renée Zellweger

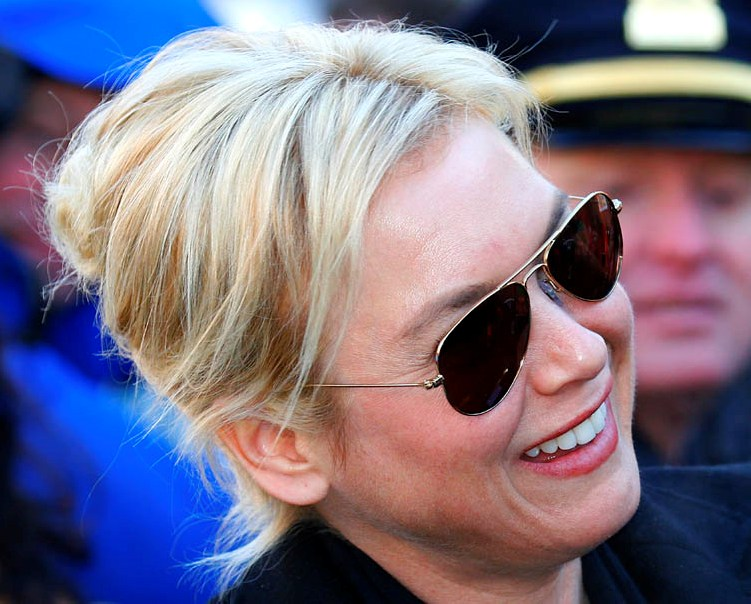
Zellweger v roce 2009

Renée Zellweger (* 25. dubna 1969 Katy, Texas) je americká herečka. Známou se stala rolí Bridget Jonesové ve filmové tetralogii Deník Bridget Jonesové (2001), S rozumem v koncích (2004), Dítě Bridget Jonesové (2016) a Bridget Jonesová: Láskou šílená (2025). Zahrála si také Roxie Hartovou ve filmovém zpracování muzikálu Chicago, za jejíž ztvárnění obdržela Zlatý glóbus pro nejlepší představitelku hlavní role.
Za postavu ve filmu Návrat do Cold Mountain byla oceněna Oscarem pro nejlepší herečku vedlejší role. Za výkon v titulní roli Judy Garlandové v životopisném snímku Judy získala Cenu BAFTA, Zlatý glóbus i Oscara pro nejlepší herečku v hlavní roli.
V první dekádě třetího milénia patřila mezi deset nejlépe placených hereček v Hollywoodu.

## Filmografie

### Film
| Rok  | Název                                 | Role                   | Poznámky                 |
| ---- | ------------------------------------- | ---------------------- | ------------------------ |
| 1993 | Omámení a zmatení                     | dívka v modrém pickupu |                          |
| 1993 | My Boyfriend's Back                   | —                      |                          |
| 1994 | Bolestná realita                      | Tami                   |                          |
| 1994 | 8 sekund                              | Prescott Buckle Bunny  |                          |
| 1994 | Láska a pětačtyřicítka                | Starlene Cheatham      |                          |
| 1994 | Masakr v Texasu                       | Jenny                  |                          |
| 1995 | Na plný pecky                         | Gina                   |                          |
| 1995 | The Low Life                          | básnířka               |                          |
| 1996 | Celý širý svět                        | Novalyne Price         |                          |
| 1996 | Jerry Maguire                         | Dorothy Boyd           |                          |
| 1997 | Lhář                                  | Elizabeth              |                          |
| 1998 | Dražší než rubíny                     | Sonia Horowitz         |                          |
| 1998 | Jediná správná věc                    | Ellen Gulden           |                          |
| 1999 | Ženich na útěku                       | Anne Arden             |                          |
| 2000 | Sestřička Betty                       | Betty Sizemore         |                          |
| 2000 | Já, mé druhé já a Irena               | Irene P. Waters        |                          |
| 2001 | Deník Bridget Jonesové                | Bridget Jonesová       |                          |
| 2002 | Bílý oleandr                          | Claire Richards        |                          |
| 2002 | Chicago                               | Roxie Hart             |                          |
| 2003 | Kašlu na lásku                        | Barbara Novak          |                          |
| 2003 | Návrat do Cold Mountain               | Ruby Thewes            |                          |
| 2004 | Příběh žraloka                        | Angie (hlas)           |                          |
| 2004 | Bridget Jonesová: S rozumem v koncích | Bridget Jones          |                          |
| 2005 | Těžká váha                            | Mae Braddock           |                          |
| 2006 | Miss Potter                           | Beatrix Potterová      | také výkonná producentka |
| 2007 | Pan Včelka                            | Vanessa Bloome (hlas)  |                          |
| 2008 | Tvrdé palice                          | Lexi Littleton         |                          |
| 2008 | Appaloosa                             | Allie French           |                          |
| 2009 | Holka z města                         | Lucy Hill              |                          |
| 2009 | Monstra vs. Vetřelci                  | Katie (hlas)           |                          |
| 2009 | Můj milý, můj drahý                   | Anne Deveraux          |                          |
| 2009 | Případ číslo 39                       | Emily Jenkins          |                          |
| 2010 | Píseň mého srdce                      | Jane                   |                          |
| 2016 | Nic než pravda                        | Loretta                |                          |
| 2016 | Dítě Bridget Jonesové                 | Bridget Jonesová       |                          |
| 2017 | Stejně tak jiný jako já               | Deborah Hall           |                          |
| 2018 | Poslední turné                        | Tessa                  |                          |
| 2019 | Judy                                  | Judy Garlandová        |                          |
| 2025 | Bridget Jonesová: Láskou šílená       | Bridget Jonesová       | postprodukce             |

### Televize
| Rok  | Název              | Role                | Poznámky                           |
| ---- | ------------------ | ------------------- | ---------------------------------- |
| 1992 | Chuť zabíjet       | Mary Lou            | Televizní film                     |
| 1993 | Vrah z Heartlandu  | Barbara Von Busch   | Minisérie, neuvedena v titulcích   |
| 1994 | V zajetí rocku     | Susan Doyle         | Televizní film                     |
| 2001 | Tatík Hill a spol. | Tammy Duvall (hlas) | Televizní seriál, díl: „Ho, Yeah!“ |
| 2008 | Živoucí důkaz      | —                   | výkonná producentka                |
| 2019 | CO / KDYBY         | Anne Montgomery     | hlavní role, 10 dílů               |